# Bimenes
Bimenes is een gemeente in de Spaanse provincie en regio Asturië met een oppervlakte van 32,69 km². Bimenes telt 1.745 inwoners (1 januari 2016).

## Demografische ontwikkeling
Bron: INE, 1857-2011: volkstellingen